# Двенадцатое простое число Мерсенна
Двенадцатое простое число Мерсенна — натуральное число 2127-1=170141183460469231731687303715884105727. Являлось самым большим известным простым числом в течение 75 лет с 1876 по 1951 годы.

## В математике
Это число является двенадцатым простым числом среди чисел Мерсенна. Это означает, что нет числа, меньшего этого, которое бы имело период 127 в двоичной системе при обращении.
Эдуард Люка показал в 1876 году, что это число — простое с помощью теста простоты Люка — Лемера. Это число оставалось самым большим известным простым числом в течение 75 лет, до 1951 года, когда было показано, что (2148 + 1)/17 является ещё большим простым числом. Также это число является четвёртым двойным числом Мерсенна и пятым числом Каталана — Мерсенна (наибольшим известным простым в обоих случаях). Проверка простоты следующего числа Каталана — Мерсенна известными в настоящее время (2025 год) методами невозможна, поскольку оно содержит более 51 ундециллиона цифр в десятичной записи: 
{\displaystyle c_{5}=2^{170141183460469231731687303715884105727}-1\approx 5.454\times 10^{51217599719369681875006054625051616349}\approx 10^{10^{37.7094}}}

## В информатике
- Это наибольшее число, которое вмещает 128-битный знаковый целый тип данных signed int128. Аналог проблемы 2038 года для 128-битных компьютеров наступит не ранее чем через ундециллион лет (1036) по причине большой величины этого числа[2].

## В популярной культуре
В фильме из серии Футурама — Зверь с миллиардом спин, это число, равное седьмому двойному числу Мерсенна {\displaystyle M_{M_{7}}}, видно кратко в «элементарном доказательстве гипотезы Гольдбаха», и известно как «martian prime».